# M.o.v.e

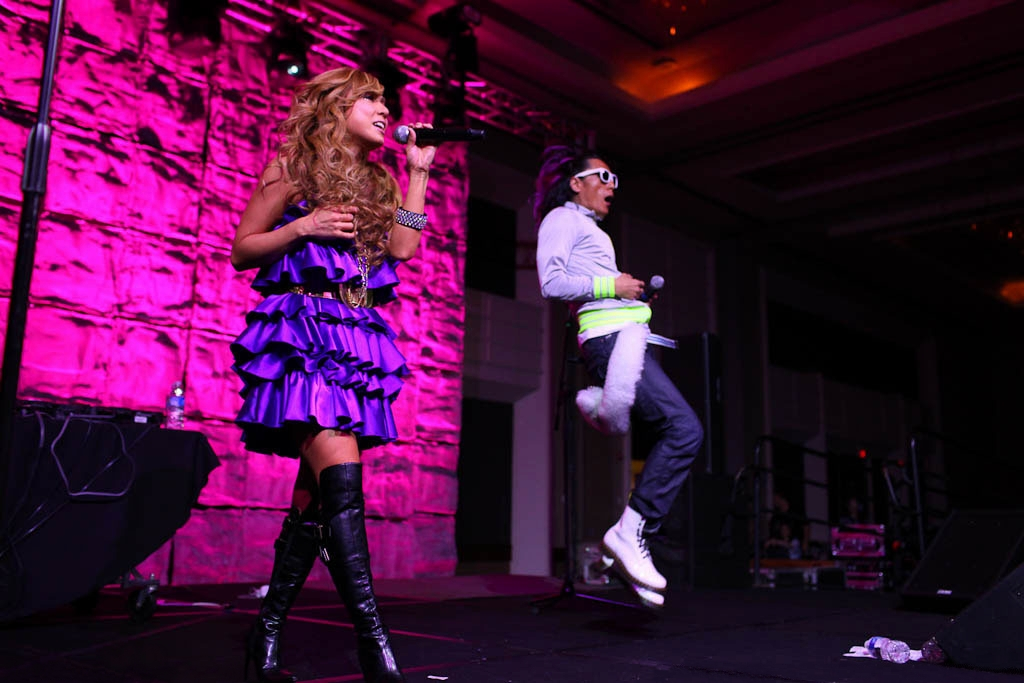
2009年的m.o.v.e

m.o.v.e（前稱move）是AVEX唱片公司旗下的一個已解散日本演唱組合，包括有主音歌手益田祐里、饒舌歌手瀨川素公（motsu）以及監製木村貴志（於2007年退出幕前演出，但依然為組合作曲）。

## 簡介
move這個樂團於1997年成立，同年10月推出首張單曲Rock it Down。1998年，單曲around the world推出並且成為頭文字D第一輯動畫的主題曲。木村貴志表示，move這個名稱的含意為：不拘泥於單一音樂形式，不斷追求新的音樂性。2005年，樂團名稱改為m.o.v.e。
m.o.v.e有不少歌曲都被頭文字D收錄為動畫主題曲，包括around the world（第一部片頭曲1）、Rage your dream（第一部片尾曲1及第六季完結篇片尾曲）、BREAK IN2 THE NITE（第一部片頭曲2）、Blazin' Beat（第二部片頭曲）、Gamble Rumble（第三部片頭曲及第六季片尾曲）、DOGFIGHT（第四部片頭曲1）、Blast My Desire（第四部片尾曲1）、Noizy Tribe（第四部片頭曲2）、Nobody reason～諾亞方舟（第四部片尾曲2）、Raise Up（第五部片頭曲）、夕愁想花（第五部片尾曲2）、Outsoar the Rainbow（第六季片頭曲）、蒼穹のflight（番外篇2片頭曲）以及Key Ring（番外篇2片尾曲）等，同時遊戲街機《頭文字D Arcade Stage》從第二代（Ver.2）起的廣告曲亦都使用m.o.v.e的歌曲。
2012年12月8日，m.o.v.e宣佈於2013年3月16日舉辦最後一場演唱會，之後正式解散。

## 成員

### 主成員
- yuri（ユリ，本名：益田祐里（ますだ ゆり），1977年2月22日－） 主唱
- motsu（モツ，本名：瀨川素公，生年非公開5月22日－） Rap、作詞

### 原成員
- t-kimura（本名：木村貴志，1968年1月25日－） 製作、作曲、編曲
  - 當時包括合成、吉他、鋼琴。

### 支援
- ASAKI（アサキ） 吉他
- Charlie K（チャーリーケイ） 鍵盤

## 作品

### 單曲
- ROCK IT DOWN
- around the world
- over drive
- Rage your dream
- BREAK IN2 THE NITE
- platinum （白金）
- Blazin' Beat （火焰挑戰者）
- words of the mind—brandnew journey--
- sweet vibration （甜蜜搖擺）
- Gamble Rumble
- SUPER SONIC DANCE
- FLY ME SO HIGH
- come together
- Romancing Train
- FUTURE BREEZE
- ¡ WAKE YOUR LOVE !
- BURNING DANCE ~and other Japanimation songs~
- Painless PAIN
- Blast My Desire
- DOGFIGHT
- GHETTO BLASTER
- How To See You Again／Noizy Tribe
- FREAKY PLANET
- DISCO TIME
- Raimei ~out of kontrol~ [雷鳴 ~out of kontrol~]
- ANGEL EYES
- Systematic Fantasy／Good Day Good Time
- SPEED MASTER with 8-Ball
- Dive Into Stream
- Fate Seeker
- oveRtaKerS feat. 河村隆一 x SUGIZO
- 夕愁想花

### 專輯
中文部分均為台灣譯名。
- 1998年6月24日－electrock（電光石火）
- 2000年1月19日－worlds of the mind（心靈世界）
- 2001年2月15日－Operation Overload 7
- 2002年2月27日－SYNERGY
- 2003年9月10日－DECADANCE
- 2004年1月28日－Deep Calm
- 2005年1月26日－BOULDER（石破天驚）
- 2006年1月25日－GRID
- 2009年1月21日－Humanizer
- 2009年8月18日－anim.o.v.e
- 2010年3月3日－Dream Again
- 2010年8月25日－anim.o.v.e_02
- 2011年5月25日－oveRtaKerS SPIRIT
- 2011年9月7日－anim.o.v.e 03
- 2012年2月12日－anim.o.v.e BEST
- 2012年3月7日－XII
- 2013年2月27日－Best moves. 〜and move goes on〜

## 外部連結
- m.o.v.e 官方網頁（日語及英語） （页面存档备份，存于）
- musicJAPANplus艺人资料库 - M.o.v.e （页面存档备份，存于） （英文）
- m.o.v.e 非官方 MySpace （页面存档备份，存于）